# Medisch Centrum West
Medisch Centrum West, geschreven door Hans Galesloot, is een Nederlandse dramaserie op televisie, die zich afspeelt in een ziekenhuis.

## Geschiedenis
Medisch Centrum West werd van 9 februari 1988 tot 11 februari 1994 uitgezonden door de TROS. De hoge kijkcijfers, variërend van 3,0 tot 4,5 miljoen wekelijkse kijkers, zijn tot op heden de hoogste kijkcijfers ooit gehaald door een Nederlandse dramaserie. De makers van de dramaserie besloten in het seizoen 1993/1994 om op het hoogtepunt bij aflevering 100 te stoppen.
De serie werd opgenomen op een lege etage van het (toenmalige) Zuiderzeeziekenhuis in Lelystad. De titelmuziek van de serie is Maladie d'Amour van Robert Strating en Jean Louis Knapper (die tevens de achtergrondmuziek van aflevering 1 t/m 39 maakte). In 1992 won de serie de Gouden Televizier-Ring.
De verhalen van Medisch Centrum West zijn gebaseerd op realistische medische thema's en ethische dilemma's en worden opgehangen rond romances en intriges tussen de dokters en verpleegsters. In de serie staan ook patiënten centraal die lijden aan ziekten waarvoor een ziekenhuisopname nodig is.
De Nederlandse Hartstichting had een overeenkomst gesloten met de TROS om thema's rond hart- en vaatziekten in het script op te nemen om zo kijkers te informeren over onder meer cholesterol.

## Internationaal
In Duitsland werd Medisch Centrum West onder de titel Medisch Centrum West, Amsterdam door de ARD uitgezonden van november 1990 tot januari 1991 en van april 1993 tot september 1993. In totaal werden er 79 Duits nagesynchroniseerde afleveringen uitgezonden. De eerste twaalf afleveringen kregen een Duitse naam, de overige niet. De afleveringen zijn later nog op andere Duitse zenders herhaald. Medisch Centrum West is door heel Europa uitgezonden, van Noorwegen tot Turkije. In Spanje werd in een ziekenhuis in Barcelona de serie in het Spaans opnieuw opgenomen. In Polen werd de serie niet nagesynchroniseerd maar werd commentaarvertaling gebruikt, waarbij een voice-over vertelt wat de personages in beeld zeggen.
In Duitsland werd van 1993 tot 2000 ook een geheel Duitse versie van Medisch Centrum West uitgezonden onder de titel Stadtklinik. Deze serie was qua thematiek en organisatie van een ziekenhuis op de Duitse situatie gebaseerd en is tot op heden de enig succesvolle dramaserie in het buitenland gemaakt door een Nederlands team. Hans Galesloot werkte hiervoor samen met Duitse adviseurs en medisch specialisten. De serie werd opgenomen in het St. Marienhospital in Keulen.
In Zuid-Afrika werd Medisch Centrum West nagesynchroniseerd in het Afrikaans, en werd uitgezonden op de staatszender SABC onder de naam Hospitaal Wes Amsterdam.

## Einde van de serie
De publieke omroepen wilden graag een eigen soapserie om de concurrentie aan te gaan met Goede tijden, slechte tijden van RTL 4, een commerciële omroep. De TROS was, ondanks de nog steeds hoge kijkcijfers van Medisch Centrum West, op zoek naar iets nieuws.
Aangezien een dagelijkse soapserie niet goedkoop is, werd een partner gezocht binnen de publieke omroep. De beste kandidaat was het toen nog publieke Veronica, dat in het tv-seizoen 1991-1992 al had getracht om een eigen soapserie op te zetten. Dit was mislukt en Veronica was bereid om nu samen met de TROS een nieuwe soapserie te maken die enige verwantschap zou moeten hebben met Medisch Centrum West. Dit werd Onderweg naar Morgen, dat nog doorliep tot 2010.
Voordat het zo ver was, werd het zevende en laatste seizoen van Medisch Centrum West nog geproduceerd door John de Mol. Inmiddels was men op zoek naar een goed format en die werd gevonden in de inmiddels gestopte Amerikaanse soapserie Ryan's Hope, waarbij een ziekenhuis en een diner centraal stonden.
De opnames konden halverwege 1993 worden gestart. Mede dankzij het succes van Medisch Centrum West was in de eerste jaren van Onderweg naar Morgen het ziekenhuis ook een belangrijk centraal punt binnen deze serie. Ook acteurs zoals Annemieke Verdoorn en Gaston van Erven, allebei uit Medisch Centrum West, hebben na afloop van die serie een belangrijke rol gekregen in Onderweg naar morgen. Tevens was het productieteam van Medisch Centrum West ook het productieteam van het eerste seizoen van Onderweg naar Morgen, terwijl Ted Mooren gedurende die periode wederom eindredacteur was. Uiteindelijk werd de nieuwe serie gelanceerd op 3 januari 1994 op Nederland 2, waarbij de ene avond de TROS uitzond, de andere avond Veronica. Op dat moment werd ook nog het laatste seizoen van Medisch Centrum West uitgezonden door de TROS. Begin februari 1994 werd door Ivo Niehe een grote afscheidsshow ter ere van Medisch Centrum West gemaakt.
Op 27 november 2023 werd echter bekendgemaakt dat de serie zal terugkeren bij SBS6. Deze remake met andere acteurs is verschenen op 10 november 2024. De remake is echter niet opgenomen in het iconische ziekenhuis van Lelystad waar de originele serie is opgenomen, maar in het gesloten Ter Gooi Ziekenhuis in Blaricum. De intromuziek voor de remake is een verkorte versie van de iconische Maladie'd amour die ook voor de originele serie werd gebruikt.

## Hoofdrollen
Een overzicht van alle vaste rollen in Medisch Centrum West. Onderaan de pagina is een link naar alle gastoptredens.
| Naam personage                                      | Acteur | Jaartallen (1988-1994)  | Afleveringen (1 tot 100)                    |
| --------------------------------------------------- | --- | ----------------------- | ------------------------------------------- |
| Maurice Alberts directeur                           | Hans Veerman | 1989-1994               | ...                                         |
| Maurice Alberts directeur                           | Maurice was directeur van Medisch Centrum West |                         |                                             |
| Walter de Bak economisch directeur                  | Gaston van Erven | 1988, 1989              | 9 tot 18                                    |
| Walter de Bak economisch directeur                  | Walter werd ontslagen omdat hij 350.000 gulden achterover had gedrukt |                         |                                             |
| Edward Benning anesthesist                          | Peter Blok | 1988                    | 8                                           |
| Edward Benning anesthesist                          | Edward werd ontslagen na de dood van Marion Jansen |                         |                                             |
| Jacob Berenstein psychiater                         | Huib Rooymans | 1993                    | ...                                         |
| Jacob Berenstein psychiater                         | Dr. Jacob Berestein was in het laatste seizoen de psychiater |                         |                                             |
| Eva van de Berg arts                                | Wivineke van Groningen | 1989-1991               | 14 tot 42                                   |
| Eva van de Berg arts                                | Eva kwam om het leven door een verkeersongeval |                         |                                             |
| Dr. A. Berghof cardioloog                           | Ad Hoeymans | 1988, 1989, 1992, 1994  | ...                                         |
| Dr. A. Berghof cardioloog                           | Dokter Berghof werkte als cardioloog |                         |                                             |
| Dr. Victor Brouwer internist                        | Bram van der Vlugt | 1991-1994               | 40 tot 95                                   |
| Dr. Victor Brouwer internist                        | Victor werkte als internist |                         |                                             |
| Gerda Casal waarnemend hoofdverpleegkundige         | Marian Mudder (als Marian Morée) | 1989                    | 19 tot 26                                   |
| Gerda Casal waarnemend hoofdverpleegkundige         | Gerda was in het derde seizoen plotseling vertrokken |                         |                                             |
| Sonja van Gelderen assistent-chirurg                | Martine de Moor | 1988-1992               | 1 tot 57                                    |
| Sonja van Gelderen assistent-chirurg                | Sonja werd vergiftigd door een medicijn van Eric Koning |                         |                                             |
| Tineke Hagenbeek CoAssistente                       | Gerda Cronie | 1988                    | 1 tot 13                                    |
| Tineke Hagenbeek CoAssistente                       | Tineke Hagenbeek was in het tweede seizoen plotseling vertrokken. |                         |                                             |
| Dr. Arend-Jan Hoekstra chirurg                      | Roelant Radier | 1993-1994               | ...                                         |
| Dr. Arend-Jan Hoekstra chirurg                      | Arend-Jan werkte als chirurg |                         |                                             |
| Eric Koning internist                               | Rob van Hulst | 1988-1994               | 1 tot 100                                   |
| Eric Koning internist                               | Eric werkte als internist, hij pleegde zelfmoord in de allerlaatste aflevering |                         |                                             |
| Liesbeth de Kort gynaecoloog                        | Margreet Heemskerk | 1988, 1990              | ...                                         |
| Liesbeth de Kort gynaecoloog                        | Liesbeth werkte als gynaecoloog |                         |                                             |
| Reini van Lennep-Hermans* hoofdverpleegkundige      | Margreet Blanken | 1988-1994, 2024 - heden | 1 tot 100, 101 tot heden                    |
| Reini van Lennep-Hermans* hoofdverpleegkundige      | Reini werkte als hoofdverpleegkundige op A4 |                         |                                             |
| Dick van Lennep internist                           | Klaas Hofstra | 1988-1994               | 1 tot 100                                   |
| Dick van Lennep internist                           | Dick werkte als internist |                         |                                             |
| Suzanne Lievegoed verpleegkundige                   | Erna Sassen | 1988-1990               | 1 tot 30                                    |
| Suzanne Lievegoed verpleegkundige                   | Na haar rechtszaak vertrekt Suzanne met Pieter naar Vlissingen. |                         |                                             |
| Selma Lokman verpleegkundige                        | Funda Müjde | 1990-1991               | 29 tot 41                                   |
| Selma Lokman verpleegkundige                        | Selma werkte als verpleegkundige op A4 |                         |                                             |
| Tessa van Loon verpleegkundige                      | Wilke Durand | 1990-1992               | 27 tot 66                                   |
| Tessa van Loon verpleegkundige                      | Tessa werkte als verpleegkundige op A4, kwam om door een autobom in Erics auto |                         |                                             |
| Astrid Meeuwis arts                                 | Guusje Eijbers | 1991-1994               | 40 tot 100                                  |
| Astrid Meeuwis arts                                 | Astrid werkte als arts op afdeling A4 In het laatste seizoen was ze ook actief als zangeres |                         |                                             |
| Dr. Liza Messing chirurg                            | Anja Winter | 1988, 1989-1994         | 1 tot 13 en 17 tot 100                      |
| Dr. Liza Messing chirurg                            | Liza werkte als chirurg |                         |                                             |
| Dr. Simon Neerings chirurg                          | Ad Fernhout | 1988-1992               | 1 tot 66                                    |
| Dr. Simon Neerings chirurg                          | Simon werkte als chirurg, kwam om door een autobom in Erics auto |                         |                                             |
| Herman Ploegstra verpleger                          | Joep Sertons | 1988-1989               | 1 tot 16                                    |
| Herman Ploegstra verpleger                          | Herman Ploegstra werd neergeschoten op de intensive care door Evert Smit |                         |                                             |
| Dr. Hugo Rietveld kinderarts                        | Wim Serlie | 1990-1994               | ...                                         |
| Dr. Hugo Rietveld kinderarts                        | Hugo werkte als kinderarts |                         |                                             |
| Dr. Mariëlle Simons-Jesserun seksuologe             | Helen Kamperveen | 1991-1994               | 86 tot 100                                  |
| Dr. Mariëlle Simons-Jesserun seksuologe             | Mariëlle werkte als seksuologe |                         |                                             |
| Rudolf Stikker economisch directeur                 | André Landzaat | 1989                    | 14 tot 26                                   |
| Rudolf Stikker economisch directeur                 | Rudolf werd na een onderzoek bij Farmaco ontslagen |                         |                                             |
| Bas Strating arts                                   | Dick van den Toorn | 1990                    | 27 tot 29                                   |
| Bas Strating arts                                   | Bas ging studeren in de Verenigde Staten |                         |                                             |
| Nel 'Nelleke' Terborg sociaal verpleegkundige       | Marianne Vloetgraven | 1988-1993               | Episode 1 tot 73                            |
| Nel 'Nelleke' Terborg sociaal verpleegkundige       | Nelleke werkte als sociaal-verpleegkundige op A4, tot ze met Robin vertrok naar Amerika |                         |                                             |
| Guus Tolhuis verpleger                              | Martijn Apituley | 1989-1994               | ...                                         |
| Guus Tolhuis verpleger                              | Guus werkte als verpleegkundige op A4 |                         |                                             |
| Irene Verdonk verpleegkundige                       | Paulette Smit | 1988-1989               | 1 tot 16                                    |
| Irene Verdonk verpleegkundige                       | Irene vertrok naar haar schoonouders in Australië |                         |                                             |
| Anke Vermeer verpleegkundige                        | Esther Waij | 1992-1994               | 69 tot 100                                  |
| Anke Vermeer verpleegkundige                        | Anke werkte als verpleegkundige op A4 |                         |                                             |
| Annelies Rietschoten verpleegkundige                | Inger van Heijst | 1993-1994               | ...                                         |
| Annelies Rietschoten verpleegkundige                | Annelies werkte als verpleegkundige op A4 |                         |                                             |
| Daniël Vermeer internist                            | Henk Elich | 1990                    | ...                                         |
| Daniël Vermeer internist                            | Daniël werkte als internist |                         |                                             |
| Joy Vijver verpleegkundige/assistent chirurg        | Perla Thissen | 1990-1994               | ...                                         |
| Joy Vijver verpleegkundige/assistent chirurg        | Joy werkte als verpleegkundige op A4, later in Medco, privékliniek van Eric Koning, daarna als assistent-chirurg weer in MCW                                                                         |                         |                                             |
| Dr. Paul van der Voort chef de clinique             | Eric van Ingen | 1988-1991               | 1 tot 19, 31 tot 35 en 40 tot 43, 86 tot 89 |
| Dr. Paul van der Voort chef de clinique             | Paul vertrok na de dood van Merel naar Portugal. In het laatste seizoen kwam hij terug voor zijn zieke zoon Joost, en na diens herstel moest hij uiteindelijk naar een verpleeghuis wegens dementie. |                         |                                             |
| Dr. Alfred de Wit chirurg                           | Wordt door niemand gespeeld. |                         |                                             |
| Dr. Alfred de Wit chirurg                           | Alfred de Wit is een collega van Simon Neerings op de afdeling chirurgie. Hij komt in de serie nooit in beeld, maar zijn naam wordt regelmatig genoemd.                                              |                         |                                             |
| Ingrid van de Wouden-van der Linden verpleegkundige | Annemieke Verdoorn | 1988-1994               | 1 tot 100                                   |
| Ingrid van de Wouden-van der Linden verpleegkundige | Ingrid werkte als verpleegkundige op A4 en later als waarnemend hoofdverpleegkundige omdat Reini aan borstkanker behandeld werd                                                                      |                         |                                             |
| Jan van de Wouden internist/chef de clinique        | Marc Klein Essink | 1988-1993               | 1 tot 28 en 40 tot 85                       |
| Jan van de Wouden internist/chef de clinique        | Jan werkte als internist en chef de clinique, werd doodgeschoten door Rogier Odijk in het huis van Astrid Meeuwis                                                                                    |                         |                                             |
| Dr. Jaap Zanders neuroloog                          | Rein Edzard de Vries | 1988, 1989              | ...                                         |
| Dr. Jaap Zanders neuroloog                          | Jaap werkte als neuroloog |                         |                                             |
| Vera Zomer psychiater                               | Caroline van Gastel | 1988, 1990-1991         | ...                                         |
| Vera Zomer psychiater                               | Vera werkte als psychiater |                         |                                             |
| Roos Zwartkruis peuterleidster                      | Aga de Wit | 1992-1994               | ...                                         |
| Roos Zwartkruis peuterleidster                      | Roos werkte als peuterleidster op de kinderafdeling |                         |                                             |

*Deze persoon speelt in 2024 ook mee in de remake van de serie op SBS6

## Trivia
- Zowel Trins Snijders als haar dochter Martine de Moor hebben een aanzienlijke rol in de serie gespeeld. Snijders speelde tussen 1988 en 1990 de rol van Merel Besselink en De Moor speelde tussen 1988 en 1992 de terugkerende rol van Sonja van Gelderen.
- In 1988 werd het programma gepersifleerd in Verona als "Medisch Centrum Centrum".
- Op 11 februari 1994 was voor de uitzending van de laatste aflevering een uitzending van de TV Show waarin gesprekken met de meeste acteurs over het verloop van de serie.
- Op 27 december 2013 was er bij de TROS een speciale aflevering van TV Monument te zien met de titel "Het geheim van Medisch Centrum West", 25 jaar nadat de eerste aflevering van Medisch Centrum West werd uitgezonden. In deze uitzending werd teruggeblikt op de serie door de meeste acteurs maar ook door de schrijver en de producent.[5]
- Een van de originele castleden, Margreet Blanken, keert in 2024 terug bij de remake. Hierin speelt ze de originele rol van hoofdverpleegkundige Reini van Lennep-Hermans.[6]